# بورجیو ورتزی
بورجیو ورتزی (به ایتالیایی: Borgio Verezzi) یک کومونه در ایتالیا است که در استان ساونا واقع شده‌است. بورجیو ورتزی ۲٫۹ کیلومتر مربع مساحت و ۲٬۳۳۰ نفر جمعیت دارد.